# Christian Frealdsson
Christian Frealdsson, född 27 mars 1980, är en svensk före detta fotbollsmålvakt.
Under 2006 fick Frealdsson chansen som förstemålvakt i Assyriska FF som spelade i Superettan efter att Erland Hellström blivit skadad och 2007 såldes Hellström och Frealdsson blev förstemålvakt. Han spelade mellan 2008 och 2011 för Syrianska FC. I april 2012 skrev Frealdsson på ett korttidskontrakt med Akropolis IF i Division 1. Väl i Akropolis så spelade han 22 matcher men fick inte ett förnyat kontrakt utan blev istället kontraktslös. Efter att AIK:s målvakt Ivan Turina avlidit i sömnen natten mot den 2 maj fick Frealdsson chansen att provträna med AIK på obestämd tid. Kort senare gick AIK ut med att man hade inlämnat en dispensansökan till Svenska Fotbollförbundet för att få lov att registrera Frealdsson trots det stängda transferfönstret. Den 21 maj fick AIK beskedet att dispensen beviljades, Frealdsson var då en AIK-spelare med kontrakt fram till sommaren 2013. I AIK blev det dock inga spelade matcher för Frealdsson, men 6 Allsvenska matcher på bänken. Den 11 juli 2013 meddelade AIK att när transferfönstret så skulle Frealdsson lämna klubben. Efter sin sejour i AIK så avslutade Frealdsson sin fotbollskarriär.